# آبشار نارن
آبشار نارن  (به انگلیسی: Nairn Falls Provincial Park) آبشاری است که در بریتیش کلمبیا، کانادا واقع شده و ارتفاع کلی ریزشگاه آن ۴۰ متر است.